# 马甲藏布
马甲藏布，是中国西藏自治区阿里地区普兰县的一条河流，又名孔雀河。马甲藏布发源于喜马拉雅山脉兰批雅山口附近的马羊浦，流经普兰县的县城，在之后约20公里处流入尼泊尔，在中国境内长110公里。尼泊尔称其为格尔纳利河，是恒河左岸重要支流。